# Leptotarsus (Brevicera) aenigmaticus
Leptotarsus (Brevicera) aenigmaticus is een tweevleugelige uit de familie langpootmuggen (Tipulidae). De soort komt voor in het Australaziatisch gebied.